# Бутербродный торт
Бутербродный торт (сэндвич-торт) — холодное закусочное блюдо на хлебной основе с разнообразными начинками, похожее на бутерброд или сэндвич, но оформленное в виде круглого или прямоугольного украшенного торта, низкого (однослойного) или высокого (многослойного). Считается, что бутербродные торты были изобретены американскими домохозяйками в 1950-е годы для украшения праздничного стола на вечеринках, но вскоре вышли из моды. Статус серьёзного блюда бутербродный торт обрёл в шведской кухне, где он называется «смёргосторта» или «смёргосторте». Его часто готовят на крестины и юбилеи. Бутербродные торты также известны в качестве праздничной закуски в кухнях других скандинавских стран.
Для основы бутербродного торта подходит не совсем свежий подовый или формовой ржаной или пшеничный хлеб, который нарезают на ломтики, или специально испечённые коржи из солёного слоёного, дрожжевого или песочного теста. Бутербродный торт также имитируют из соответствующим образом выложенных отдельных бутербродов. Для начинки бутербродного торта подходят любые начинки, как в бутербродах, продукты (мясо, колбасные изделия, рыба, морепродукты, овощи), их подбирают так, чтобы они сочетались между собой по вкусу. Часто используются бутербродные пасты и масляные смеси (сырное масло, зелёное масло, ветчинное масло, масло с горчицей, масло с кильками). Бутербродный торт с мясными продуктами в польской кухне может состоять из трёх слоев, промазанных ветчинной пастой, пастой из запечённого мяса и яичной пастой, а с рыбными продуктами — пастой из рыбного паштета, из копчёной рыбы и сырной пастой. Самый популярный бутербродный торт в Швеции — с начинкой из креветок, лосося, лангуста и яйца под майонезом. Украшение бутербродного торта выкладывают на густой слой взбитого масла, сметаны или майонеза, чтобы оно хорошо держалось. Бутербродный торт оформляют непосредственно перед подачей, чтобы украшение не высохло и не завяло. Торт подают на стол целиком на круглом блюде или подносе, но предварительно порезанным на порции.